# Estero (Florida)
Estero è un centro abitato degli Stati Uniti d'America situato nella parte meridionale della Contea di Lee dello Stato della Florida.
Secondo una stima del 2012, la città ha una popolazione di 21.293 abitanti su una superficie di 52 km².